# Salix caspica
Salix caspica là một loài thực vật có hoa trong họ Liễu. Loài này được Pall. miêu tả khoa học đầu tiên năm 1788.